# Трифонов, Лев Валерьевич
Лев Валерьевич Трифонов (род. 21 октября 1979, Казань) — российский хоккеист, центральный нападающий. Тренер.

## Биография
Воспитанник казанского хоккея, начинал играть в команде «Ак Барс-2» (1995/96 — 1999/2000), 13 марта 1997 года провёл единственный матч за «Ак Барс» в гостевой игре против магнитогорского «Металлурга» (4:7). Выступал за команды «Нефтехимик» Нижнекамск (1999 — 1 матч, 2002/03), ЦСК ВВС Самара (1999/2000), «Динамо-Энергия» Екатеринбург (2000/01), «Ак Барс-2» (2001), «Молот-Прикамье» Пермь (2001/02), «Газовик» / «Рубин» Тюмень (2003/04 — 2004/05, 2010/11 — 2014/15), «Северсталь» Череповец (2005/06), «Автомобилист» Екатеринбург (2006/07 — 2008/09), «Югра» Ханты-Мансийск (2009/10).
В 1998 году пропустил полгода из-за перелома ключицы, затем перенёс сотрясение мозга. В «Северстали» из-за травмы плеча не играл четыре месяца.
Победитель хоккейного турнира зимней Универсиады 2005 года.
Окончил Камский государственный институт физической культуры.
Детский тренер в казанских школах «Динамо» (2019—2024), «Ак Барс-Динамо» (2024—2025).